# کاستیانس د کاسترو
کاستیانس د کاسترو (به اسپانیایی: Castellanos de Castro) یک شهرستان در اسپانیا است.